# Carl Modig
Carl Modig, född 2 december 1844 i Daretorps socken, död 12 oktober 1909 i Härnösand, var en svensk skräddare, affärsman och kommunpolitiker.
Carl Modig var son till torparen Lars Andersson Modig. Då fadern avled 1855 fick Carl avsluta skolan och blev 1856 skomakarlärling. 1857 gick han istället över i skräddarlära. 1862–1865 vistades Modig i Stockholm och Köpenhamn för att få praktik i skräddaryrket, innan han 1867 kom till Sundsvall för att arbeta som skräddare, han arbetade tidvis även i Söderhamn. 1869 öppnade han ett eget skrädderi i Härnösand, 1872 köpte han en egen fastighet och utökade då verksamheten med bland annat klädeshandel. Han sysslade till en början med även annan handel med textilier men begränsade sig med tiden till handel med garner och kläde. Senare upphörde Modig med skräddarverksamheten och övergick till att handla med textilier och förse skräddare och hemmasömnare med varor. 1897 togs sonen Mauritz in som kompanjon men 1903 separerades verksamheten så att fadern tog över partihandeln medan sonen Mauritz övertog minuthandeln. Modig köpte även 1884 ett jordbruk.
Modig var 1874 initiativtagare till den till Evangeliska fosterlandsstiftelsen anknutna Bönhusföreningen i Härnösand och var från starten föreningens vice ordförande. Han kom att ansluta sig till P.P. Waldenströms åsikter och uteslöts därför ur församlingen var istället 1879 en av initiativtagarna till den till Svenska Missionsförbundet anslutna Härnösands brödraförening (som 1888 blev Härnösands frikyrkoförsamling) och var föreningens kassör. Modig var 1879–1889 ordförande i Södra Ångermanlands missionsförening. Modig framhöll sig själv som en nära vän till Waldenström. I motsats till denne var han dock påverkad av baptismen och lät från sitt andra gifte 1882 inte döpa några av sina barn.
Carl Modig var 1882–1893 ledamot av Härnösands stadsfullmäktige.